# Stati Uniti d'America ai XXII Giochi olimpici invernali
Gli Stati Uniti d'America hanno partecipato ai XXII Giochi olimpici invernali, che si sono svolti dal 7 al 23 febbraio a Soči in Russia, con una delegazione composta da 222 atleti.

## Risultati

### Hockey su ghiaccio
Gli Stati Uniti hanno entrambe le squadre qualificate:

#### Torneo maschile
- Squadra maschile (23 atleti)

##### Prima fase
| Soči 13 febbraio 2014, ore 16:30 UTC+4 | Slovacchia | – | Stati Uniti | Palazzetto del ghiaccio Šajba |

| Soči 15 febbraio 2014, ore 16:30 UTC+4 | Stati Uniti | – | Russia | Palazzetto del ghiaccio Bol'šoj |

| Soči 16 febbraio 2014, ore 16:30 UTC+4 | Slovenia | – | Stati Uniti | Palazzetto del ghiaccio Šajba |

Classifica
| Squadre     | Punti | PG | V | VOT | POT | P | GF | GS | DG |
| ----------- | ----- | -- | - | --- | --- | - | -- | -- | -- |
| Russia      | 0     | 0  | 0 | 0   | 0   | 0 | 0  | 0  | 0  |
| Slovacchia  | 0     | 0  | 0 | 0   | 0   | 0 | 0  | 0  | 0  |
| Slovenia    | 0     | 0  | 0 | 0   | 0   | 0 | 0  | 0  | 0  |
| Stati Uniti | 0     | 0  | 0 | 0   | 0   | 0 | 0  | 0  | 0  |

#### Torneo femminile
- Squadra femminile (21 atlete)

##### Prima fase
| Soči 8 febbraio 2014, ore 12:00 UTC+4 | Stati Uniti | – | Finlandia | Palazzetto del ghiaccio Šajba |

| Soči 10 febbraio 2014, ore 19:00 UTC+4 | Finlandia | – | Canada | Palazzetto del ghiaccio Šajba |

| Soči 12 febbraio 2014, ore 12:00 UTC+4 | Svizzera | – | Finlandia | Palazzetto del ghiaccio Šajba |

Classifica
| Squadre     | Punti | PG | V | VOT | POT | P | GF | GS | DG |
| ----------- | ----- | -- | - | --- | --- | - | -- | -- | -- |
| Canada      | 0     | 0  | 0 | 0   | 0   | 0 | 0  | 0  | 0  |
| Finlandia   | 0     | 0  | 0 | 0   | 0   | 0 | 0  | 0  | 0  |
| Svizzera    | 0     | 0  | 0 | 0   | 0   | 0 | 0  | 0  | 0  |
| Stati Uniti | 0     | 0  | 0 | 0   | 0   | 0 | 0  | 0  | 0  |